# جيمس بيرسون (لاعب كريكت)
جيمس بيرسون (11 سبتمبر 1983 في المملكة المتحدة - ) (بالإنجليزية: James Pearson)‏ هو لاعب كريكت بريطاني. لعب مع نادي مقاطعة غلوستر للكريكت ‏ وWiltshire County Cricket Club ‏.

## وصلات خارجية
- جيمس بيرسون (لاعب كريكت) على موقع إي آس بي آن كريك إنفو (الإنجليزية)